# Carrer Major (la Bisbal de Montsant)
El Carrer Major és un carrer catalogat com a monument del municipi de la Bisbal de Montsant (Priorat) i protegit com a bé cultural d'interès local.

## Descripció
Carrer un xic tortuós, tancat pel costat de ponent i al centre del qual s'obre una plaça i els "perxes". Comprèn el sector més antic de la població, la qual quedava tancada pel cantó de llevant per un portal. Hi ha una gran varietat de cases i edificis de qualitat. La més antiga sembla correspondre a períodes medievals, amb arcades incorporades a la paret, fetes de pedra i amb obres de maó, com la casa núm. 22. Igualment antic és el "perxe" i l'arcada de pedra, que s'obre a un pati interior. Són igualment valuoses les cases núm. 19 del 1800, la núm. 12 del 1832, la núm.1 sense data, la núm. 3 del 1824 i l'abadia (núm. 4) i l'església (núm.6). Bàsicament són edificis de planta baixa, pis i golfes, amb portalades de pedra, obra de pedra i panell i arrebossades per fora.

## Història
Sembla que aquest carrer és el més antic de la població, a jutjar per la seva forma, fàcilment defensable. El carrer s'obria a una petita esplanada, avui plaça, a un costat de la qual hi havia el fossar. La seva morfologia recorda la de les antigues poblacions medievals, amb un sol carrer i una sola entrada.